# ضريح شاهزادة حسين (جوبار)
ضريح شاهزادة حسين (بالفارسية: آرامگاه شاهزاده حسین) ضريح تاريخي يعود إلى السلالة الصفوية، ويقع في جوبار.